# Municipio de Kalmar (Suecia)

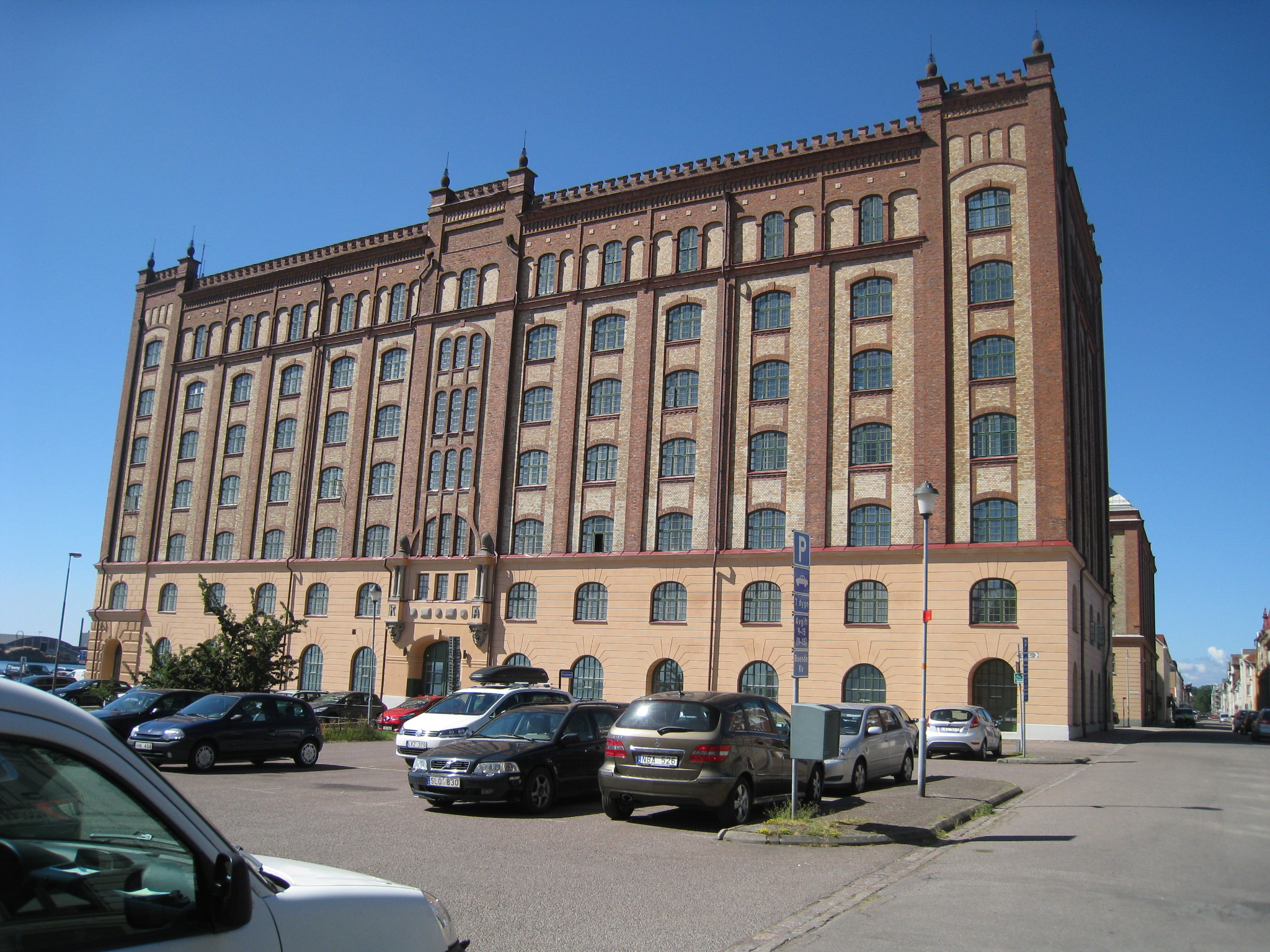
Museo de la Provincia de Kalmar

Kalmar es un municipio situado en la provincia de Kalmar, Suecia. Tiene una población estimada, a fines de marzo de 2023, de 72 098 habitantes.
Su sede se encuentra en la ciudad de Kalmar. El municipio actual se creó en 1971, cuando la ciudad de Kalmar se fusionó con cinco municipios rurales circundantes.

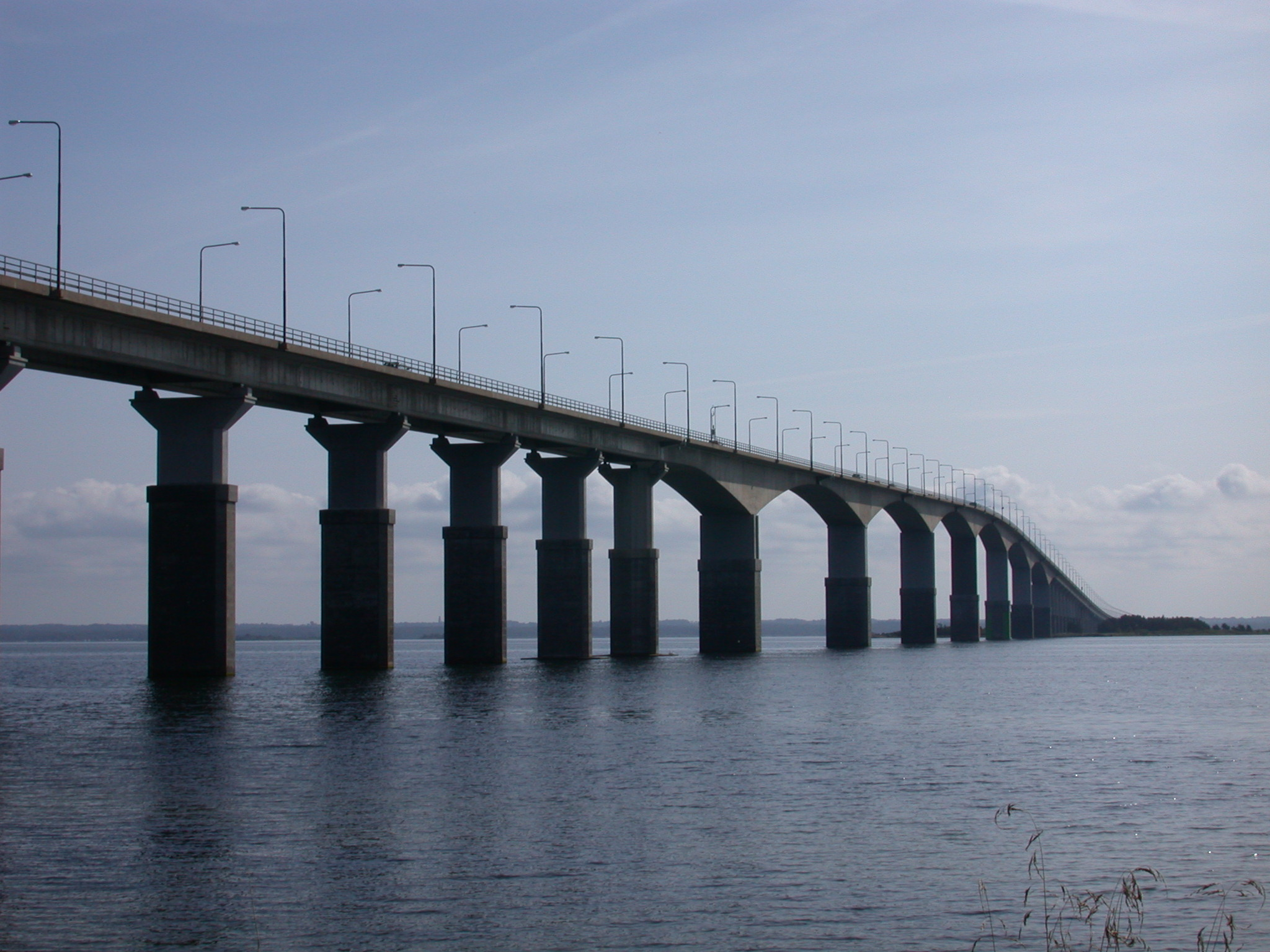
Puente de Öland

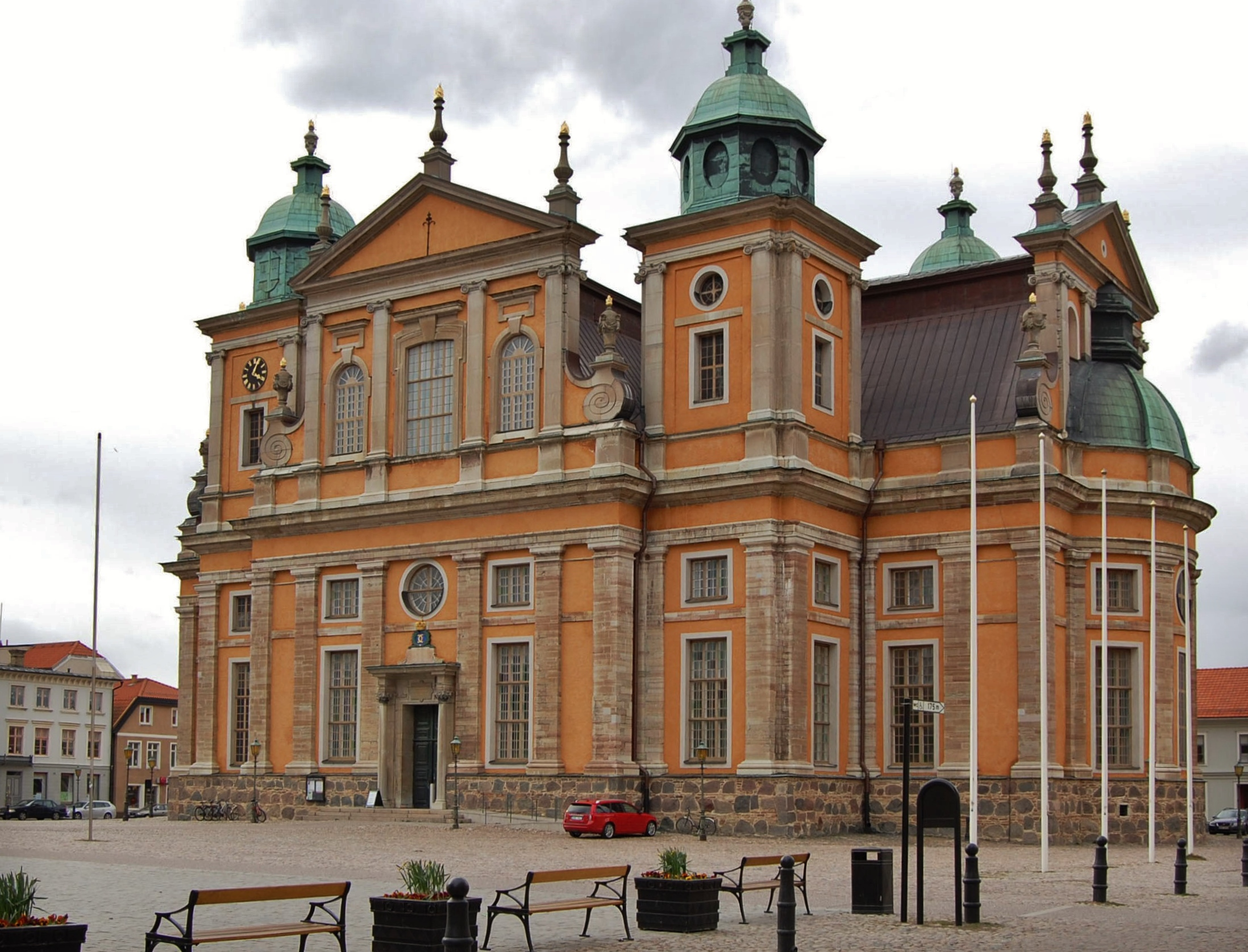
Catedral de Kalmar

## Localidades
Hay 17 áreas urbanas (tätort) en el municipio:
| #  | Tätort      |
| -- | ----------- |
| 1  | Kalmar      |
| 2  | Lindsdal    |
| 3  | Smedby      |
| 5  | Ljungbyholm |
| 4  | Rinkabyholm |
| 6  | Trekanten   |
| 7  | Rockneby    |
| 8  | Läckeby     |
| 9  | Hagby       |
| 10 | Påryd       |
| 11 | Drag        |
| 12 | Vassmolösa  |
| 13 | Dunö        |
| 14 | Tvärskog    |
| 15 | Åmunnen     |
| 16 | Halltorp    |
| 17 | Revsudden   |